# Mounds (Oklahoma)
Mounds és un poble dels Estats Units a l'estat d'Oklahoma. Segons el cens del 2000 tenia 1.153 habitants.

## Demografia
Segons el cens del 2000, Mounds tenia 1.153 habitants, 449 habitatges, i 312 famílies. La densitat de població era de 380,5 habitants per km².
Dels 449 habitatges en un 34,1% hi vivien nens de menys de 18 anys, en un 50,6% hi vivien parelles casades, en un 12,2% dones solteres, i en un 30,5% no eren unitats familiars. En el 28,3% dels habitatges hi vivien persones soles el 15,4% de les quals corresponia a persones de 65 anys o més que vivien soles. El nombre mitjà de persones vivint en cada habitatge era de 2,57 i el nombre mitjà de persones que vivien en cada família era de 3,1.
Per edats la població es repartia de la següent manera: un 29,3% tenia menys de 18 anys, un 9,1% entre 18 i 24, un 25% entre 25 i 44, un 22,4% de 45 a 60 i un 14,2% 65 anys o més.
L'edat mediana era de 35 anys. Per cada 100 dones de 18 o més anys hi havia 92,2 homes.
La renda mediana per habitatge era de 27.050 $ i la renda mediana per família de 35.417 $. Els homes tenien una renda mediana de 28.438 $ mentre que les dones 18.750 $. La renda per capita de la població era de 12.917 $. Entorn del 10,2% de les famílies i el 15,7% de la població estaven per davall del llindar de pobresa.

## Poblacions més properes
El següent diagrama mostra les poblacions més properes.